# Gertrud Klihm
Gertrud Klihm (* 12. April 1883 in Düsseldorf; † 27. Oktober 1961 in Wickendorf) war eine deutsche Bühnenbildnerin, Malerin und Buchillustratorin.

## Leben und Werk
Klihm studierte an der Kunsthochschule Düsseldorf, war Schülerin von Wilhelm Eckstein und wurde Mitglied der Künstlergruppe Das Junge Rheinland. Von 1907 bis 1918 war sie als Bühnenbildnerin und im künstlerischen Beirat des Düsseldorfer Schauspielhauses unter Louise Dumont und Gustav Lindemann tätig. Sie lernte dort den Schriftsteller Hans Franck kennen, der sie als Arbeitsgefährtin nach Frankenhorst bei Wickendorf/Schwerin holte. Dort arbeitete sie fortan als freischaffende Künstlerin und Buchillustratorin. Sie unterhielt zahlreiche persönliche Kontakte und Freundschaften mit Künstlern wie Ernst Barlach, Christian Rohlfs, Heinrich Heuser, Eberhard Viegener, Carl Emil Uphoff und Fritz Uphoff sowie Otto Pankok. Zu ihren Aktmodellen gehörten vor allem die Schauspielerin und Frau Eberhard Viegeners, Cecilia Brie, (die in erster Ehe bis 1920 mit dem Schauspieler Paul Henckels verheiratet war), sowie die Düsseldorfer Tänzerin und Tanzpädagogin Hilda Senff. 1924 wurden Arbeiten von Gertrud Klihm bei Johanna Ey ausgestellt. 1945 beteiligte sie sich in Schwerin mit vier Aquarellen an der „Jahresschau 1945 der Kunstschaffenden aus Mecklenburg-Vorpommern“.

## Buchillustrationen (Auswahl)
- Hans Franck: Alle unsere Kinderlein. Ein Bilderbuch für Kinder und Erwachsene. 1819/1919, Reprint 2000.
- Hans Franck: Siderische Sonnette. Delphin Verlag, München 1920
- Hans Franck: Das Glockenbuch. Delphin Verlag, München 1921
- Hans Franck: Kränze einem Kind gewunden. Der Garten Eden, Dortmund 1921